# Most GmbH
Die Most GmbH (Eigenschreibweise: MOST GmbH; vormals: Most Mobile Specials) mit Hauptsitz in Fürth, Bayern, ist ein Hersteller und Vermieter von Spezialfahrzeugen, die für Roadshows für mobile Promotion- und Verkaufsförderungsaktionen sowie als beweglicher Messe- oder Infostand eingesetzt werden können.

## Geschichte
Das Geschäftsmodell des Unternehmens geht auf die 1988 von dem Nürnberger Günter Hofbauer gegründete Skyline Autovermietung zurück. Diese Firma war spezialisiert auf die Vermietung von Luxusfahrzeugen der Marken Ferrari, Rolls-Royce, Excalibur, Porsche und von sogenannten Stretch-Limousinen. Nach Firmenangaben handelte es sich um eines der wenigen Personenbeförderungsunternehmen in Deutschland, das Musikstars wie Frank Sinatra, Whitney Houston, Madonna, Rod Stewart und Billy Idol bei ihren Konzerttourneen und TV-Auftritten begleitete. 1992 wurde der Firmenname in Skyline Truckpromotion geändert, und der Unternehmensschwerpunkt verlagerte sich auf die Vermietung von Show-Trucks und auf den Um- und Ausbau von Sattelanhängern für Promotion- und Präsentationszwecke. 1996 wurde die Firma zur GmbH und firmiert, seit 2003 trug sie den Namen Most Mobile Specials GmbH.
Neben der Unternehmens-Marke „MOST“ gehören der Firma auch Fahrzeugmarken wie Promostar, Futuria, Futuria Boxx, Giant und Retrostar.
2014 wurde die Unternehmenszentrale innerhalb von Fürth in die Futuriastraße verlegt. Die Futuriastraße wurde vom Stadtrat nach dem ersten in Fürth gebauten Design-Truck benannt.
2018 wurde Stefan Schäfer zum Geschäftsführer bestellt, und die Most Mobile Specials GmbH wurde in Most GmbH umbenannt.

## Entwicklung zum Fahrzeughersteller
Bis 2001 baut Most lediglich bestehende Fahrzeuge um oder aus. Danach kommen sukzessive immer mehr und immer tiefer greifende Eigenentwicklungen zum Tragen, in welche die gesammelte Praxis und Erfahrungswerte bei der Durchführung von Roadshows einfließen.
Ab 2005 führt Most erstmals eine eigene Showtruck-Marke namens Promostar ein. Es handelt sich hierbei um ein Leichtsattelzug-Konzept mit anfangs 7,5 und später bis zu 10,5 Tonnen zulässigem Zug-Gesamtgewicht (zZGG). Die Promostar-Sattelzüge stellen bis heute eine der erfolgreichsten Produktlinien von Most dar, weil sie aufgrund ihrer Kompaktheit bei engeren Zufahrtsmöglichkeiten in Innenstädten und auch auf kleineren Plätzen aufgestellt werden können.
Im August 2010 präsentierte Most mit dem Fahrzeugtyp Futuria einen aerodynamischen Leichtbau-Sattelzug, bei dem es sich bis auf das Chassis der Sattelzugmaschine um eine komplette Eigenentwicklung handelt. Bei der Premiere der Zugmaschine zeigt Most erstmals eine ausgefallene und luxuriöse Version eines sogenannten Lifestyle-Sattelanhängers mit dem Namen sports+spa – die Yacht auf Rädern. Es ist weltweit der erste Sattelzug, der eine Dachterrasse mit Schiffboden-Optik hat, in der ein Whirlpool integriert ist. Weiterhin verfügt der Anhänger über eine Sportwagengarage, eine Lounge für 10 Personen und eine Schlafkoje im Zwischendeck.
Seit 2013 arbeitet Most Mobile mit der Schweizer Klimaschutzorganisation Myclimate zusammen: Über eine Kompensationsabgabe sind alle Showtrucks klimaneutral unterwegs.

## Aktuelles Typenspektrum (aufsteigend nach Größe)
- Cube: Autoanhänger als schnell und einfach aufzubauender Messe- und Infostand mit kubischer Optik und sehr großen Werbeflächen.
- Futuria Boxx: Infomobil/Promotionfahrzeug mit futuristischem Design in Leichtbauweise, mit Führerscheinklasse B zu fahren.[15]
- Promostar: Sattelzug mit sportlicher Optik in Leichtbauweise; je nach Kombination bis zu 187 m² Aktionsfläche möglich.
- Futuria: Sattelzug in Leichtbauweise mit aerodynamischem Design; bis 11,9 Tonnen zulässiges Gesamtgewicht; Anhänger auch mit Dachterrasse erhältlich.[16]
- VAROSPACE: Raummodule mit einer Nutzflächen ab 35 bis hin zu mehreren 100 Quadratmetern in kubisch-modernem Design.[17]
- Giant: Mehrfach durch ausfahrbare Raummodule, Dachterrassen und Vorzelte erweiterbarer Sattelanhänger mit großer Nutzfläche und einer Nutzlast bis 6 Tonnen.

## Belege
1. ↑  https://www.ihk-nuernberg.de/de/IHK-Magazin-WiM/WiM-Archiv/WIM-Daten/2002-12/Unternehmen-und-Personen/Trucks-fuer-Events-und-Produktpraesentationen.jsp
2. ↑  JOHANNES ALLES: Brummis aus Fürth. In: nordbayern.de. 10. März 2011, abgerufen am 2. März 2024.
3. ↑  ARMIN LEBERZAMMER: Wenn die Messe im Firmenhof vorfährt. In: nordbayern.de. 8. Januar 2016, abgerufen am 2. März 2024.
4. ↑  MOST GmbH, Fürth. Abgerufen am 11. Januar 2024.
5. ↑  Auto:Luxus-Trucks und Öko-Wohnwagen beim Caravan Salon. In: wiwo.de. Abgerufen am 13. Februar 2024.
6. ↑  Whirlpool auf dem Dach. In: manager-magazin.de. 30. August 2010, abgerufen am 29. Februar 2024.
7. ↑  Caravan-Salon: Whirlpool auf dem Dach. In: Spiegel Online Fotostrecke. 27. August 2010, abgerufen am 10. Juni 2018.
8. ↑  http://www.n24.de/n24/Nachrichten/Auto-Verkehr/d/2626364/pool-inklusive.html
9. ↑  http://www.vox.de/cms/luxus-wohnmobil-759770.html
10. ↑  http://www.autobild.de/artikel/freizeitmobil-futuria-sports-spa-von-most-1279836.html
11. ↑  https://www.thrillist.com/travel/nation/most-mobile-specials-futuria-sportsspa-luxury-travel-rvs
12. ↑  http://www.speed-magazin.de/mix/news/mille-miglia-2013-futuria-showtruck-mit-exklusivem-ausblick-bei-der-mille-miglia_45874.html
13. ↑  Archivierte Kopie (Memento vom 25. Juli 2016 im Internet Archive)
14. ↑  Archivierte Kopie (Memento vom 25. Juli 2016 im Internet Archive)
15. ↑  http://www.automobilsport.com/futuria-boxx-most-mobile-specials---107503.html
16. ↑  http://www.blachreport.de/nachrichten/eventservices/4051-most-optimiert-futuria-reihe.html
17. ↑  VAROSPACE. Abgerufen am 11. Januar 2024.